# Figueira da Horta
Figueira da Horta é uma aldeia que fica na zona sul da ilha do Maio, em Cabo Verde. Tem 529 habitantes. Está localizado a 7 km da capital da ilha.
O único clube de futebol na aldeia se chama ASC Figueirense, inspirado parcialmente no Figueirense, do Brasil.